# Cồn Ông Mão
Cồn Ông Mão là bãi bồi lớn ven biển huyện Gò Công Đông, tỉnh Tiền Giang, ngày nay bồi tụ nối dài liền kề với bờ biển Tân Thành. Cồn do Ban Quản lý Cồn bãi huyện Gò Công Đông quản lý. Năm 2020, diện tích nuôi nghêu ở ven biển Tiền Giang là trên 2.300 ha, sản lượng bình quân 20.000 tấn/năm, tập trung chủ yếu ở các xã ven biển thuộc huyện Gò Công Đông và huyện Tân Phú Đông, trong đó huyện Gò Công Đông thường xuyên thả nuôi 1.600 ha diện tích, năng suất trung bình có năm đạt mức 15-20 tấn/ha. Cồn Ông Mão tuy chỉ chiếm diện tích nuôi nghêu 300 ha nhưng là nơi nuôi nghêu có năng suất bình quân lên tới 30 tấn/ha. Tuy nhiên diện tích và năng suất nghêu nuôi đang biến động không ngừng qua nhiều năm do tình trạng nghêu chết thường xuyên xảy ra.

## Tự nhiên

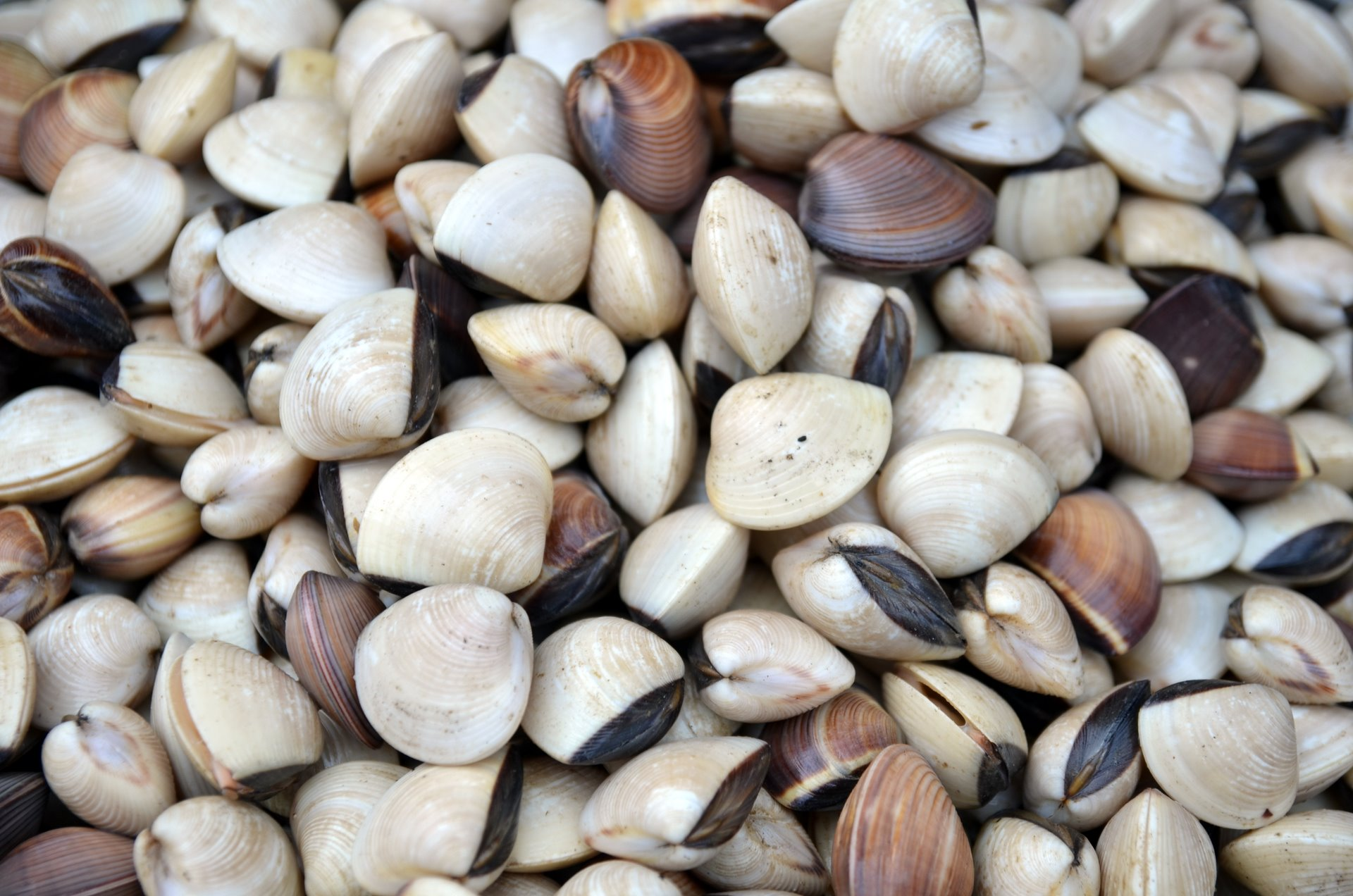
Nghêu Bến Tre

Tiền Giang là một tỉnh ven biển có chiều dài bờ biển là 32 km, hầu hết là bờ biển của huyện Gò Công Đông, chỉ có một phần nhỏ ven biển thuộc huyện Tân Phú Đông. Hệ thống sông Mê Kông hằng năm có lưu lượng nước và phù sa rất lớn đổ qua các cửa sông lớn Cửa Đại, Cửa Tiểu và Soài Rạp ra biển Đông, riêng lượng phù sa lên là khoảng 70 triệu tấn, phân phối cho hai nhánh chính là sông Tiền và sông Hậu, phần cửa sông Tiền, giáp miền Đông được phù sa bồi đắp nên tiến ra biển 30–50 m mỗi năm. Do lượng nước sông đổ ra biển và thủy triều có mức tương đương nhau nên dòng chảy bị triệt tiêu, nhờ đó quá trình bồi lắng diễn ra. Khu vực cồn Ông Mão là nơi quá trình bồi lắng diễn ra mạnh nhất tại bờ biển Gò Công Đông, cùng với cồn Vạn Liễu. Cồn Ông Mão ban đầu là một cồn cát, do bồi tụ lâu dài nên đã nối liền kề với bờ, trở thành bãi bồi rộng và nổi lên khi thủy triều xuống.
Cồn Ông Mão có chiều dài 7 km, rộng 5 km với diện tích 4.055 ha (40,55 km²), độ cao đường bình độ từ 0,6 đến 6 mét, cồn chìm dưới nước, nổi lên khi thủy triều xuống, thuận lợi cho nhiều loài nhuyễn thể hai mảnh vỏ như nghêu, sò... sinh sống. Loài nghêu có sản lượng lớn được tìm thấy là Nghêu Bến Tre. Qua việc phân tích mẫu trầm tích tại những điểm có nghêu tập trung, thấy rõ nền đáy của cồn Ông Mão hạt cát rất nhỏ và ít bùn sét. Cồn cũng như các bãi nghêu ở đồng bằng sông Cửu Long có thành phần hóa học trong đất nền và phù sa không có nhiều khác biệt, các yếu tố nitơ và phosphor tương đối ổn định trong thời gian dài, dù các yếu tố kim loại có thể biến động.

## Kinh tế

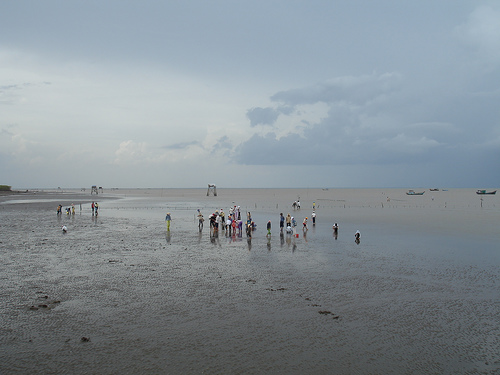
Bãi biển Tân Thành, liền kề với các bãi nuôi nghêu.

## Tên gọi và lịch sử